# Boophis andohahela
Boophis andohahela is een kikker uit de familie gouden kikkers (Mantellidae). De soort werd voor het eerst wetenschappelijk beschreven door Franco Andreone, Riccardo Nincheri en Roberto Piazza in 1995. De soort behoort tot het geslacht Boophis.

## Leefgebied
De kikker is endemisch in Madagaskar. De soort komt voornamelijk voor in het zuidoosten op een hoogte boven de 400 meter. Ook komt de soort voor in nationaal park Ranomafana.